# Giải Sao Thổ cho phim kinh dị hay nhất
Giải Sao Thổ cho phim kinh dị hay nhất (tiếng Anh: Saturn Award for Best Horror Film) là một hạng mục của giải Sao Thổ do Viện Hàn lâm phim khoa học viễn tưởng, kỳ ảo và kinh dị trao hàng năm từ năm 1972 dành cho bộ phim điện ảnh hay nhất năm thuộc thể loại kinh dị.

## Danh sách cụ thể

### Thập niên 2010
| Năm       | Phim                                | Chú thích |
| --------- | ----------------------------------- | --------- |
| 2010 (37) | Let Me In                           | [ 1 ]     |
| 2010 (37) | The American                        | [ 1 ]     |
| 2010 (37) | Thiên nga đen                       | [ 1 ]     |
| 2010 (37) | Kick-Ass                            | [ 1 ]     |
| 2010 (37) | Đảo kinh hoàng                      | [ 1 ]     |
| 2010 (37) | Người sói                           | [ 1 ]     |
| 2011 (38) | Cô gái có hình xăm rồng             | [ 2 ]     |
| 2011 (38) | Contagion                           | [ 2 ]     |
| 2011 (38) | The Devil's Double                  | [ 2 ]     |
| 2011 (38) | The Grey                            | [ 2 ]     |
| 2011 (38) | Take Shelter                        | [ 2 ]     |
| 2011 (38) | The Thing                           | [ 2 ]     |
| 2012 (39) | The Cabin in the Woods              | [ 3 ]     |
| 2012 (39) | Argo                                | [ 3 ]     |
| 2012 (39) | Thảm họa sóng thần                  | [ 3 ]     |
| 2012 (39) | Seven Psychopaths                   | [ 3 ]     |
| 2012 (39) | The Woman in Black                  | [ 3 ]     |
| 2012 (39) | 30' sau nửa đêm                     | [ 3 ]     |
| 2013 (40) | Ám ảnh kinh hoàng                   | [ 4 ]     |
| 2013 (40) | Cơn thịnh nộ của Carrie             | [ 4 ]     |
| 2013 (40) | Mẹ ma                               | [ 4 ]     |
| 2013 (40) | The Purge                           | [ 4 ]     |
| 2013 (40) | Sống nốt ngày cuối                  | [ 4 ]     |
| 2013 (40) | Tình yêu zombie                     | [ 4 ]     |
| 2014 (41) | Ác quỷ Dracula: Huyền thoại chưa kể | [ 5 ]     |
| 2014 (41) | Annabelle                           | [ 5 ]     |
| 2014 (41) | Sách ma                             | [ 5 ]     |
| 2014 (41) | Horns                               | [ 5 ]     |
| 2014 (41) | Only Lovers Left Alive              | [ 5 ]     |
| 2014 (41) | The Purge: Anarchy                  | [ 5 ]     |
| 2015 (42) | Lâu đài đẫm máu                     | [ 6 ]     |
| 2015 (42) | Quỷ quyệt 3                         | [ 6 ]     |
| 2015 (42) | Cuộc đi săn của quỷ                 | [ 6 ]     |
| 2015 (42) | Krampus: Ác mộng đêm Giáng sinh     | [ 6 ]     |
| 2015 (42) | 9 rưỡi tối                          | [ 6 ]     |
| 2015 (42) | What We Do in the Shadows           | [ 6 ]     |
| 2016 (43) | Sát nhân trong bóng tối             | [ 7 ]     |
| 2016 (43) | The Autopsy of Jane Doe             | [ 7 ]     |
| 2016 (43) | Ám ảnh kinh hoàng 2                 | [ 7 ]     |
| 2016 (43) | Demon                               | [ 7 ]     |
| 2016 (43) | Trò chơi gọi hồn 2                  | [ 7 ]     |
| 2016 (43) | Chuyến tàu sinh tử                  | [ 7 ]     |
| 2016 (43) | The Witch                           | [ 7 ]     |
| 2017 (44) | Trốn thoát‡                         | [ 8 ]     |
| 2017 (44) | Hung thần đại dương                 | [ 8 ]     |
| 2017 (44) | Annabelle: Tạo vật quỷ dữ           | [ 8 ]     |
| 2017 (44) | Better Watch Out                    | [ 8 ]     |
| 2017 (44) | IT: Chú hề ma quái                  | [ 8 ]     |
| 2017 (44) | Mother!                             | [ 8 ]     |